# Through the Wire
Through the Wire är Kanye Wests debutsingel, utgiven den 30 september 2003. West skrev och spelade in låten i oktober 2002. I låten förekommer utdrag från Chaka Khans singel "Through the Fire" (1985). Through the Wire finns med på Wests debutalbum The College Dropout (2004). Through the Wire nådde plats 15 på Billboard Hot 100 och fick positiva recensioner från musikkritiker. Låten nominerades till en Grammy Award år 2005 för bästa Rap Solo Performance men förlorade mot Jay-Z:s "99 Problems". Musikvideon vann årets video vid Source Hip Hop Awards 2004.

## Bakgrund
Den 23 oktober 2002 var West i en inspelningsstudio i Kalifornien och producerade musik för Beanie Sigel, Peedi Crakk samt The Black Eyed Peas. Runt klockan tre på natten lämnade West studion i sin hyrda Lexus och under resan råkade han ut för en allvarlig olycka. Kanye somnade på vägen hem och kolliderade med en annan bil nära W Hotel. Han fördes till Cedars-Sinai Medical Center, som omnämns i sången som "samma sjukhus där Biggie Smalls dog". Då han bland annat ådragit sig en käkfraktur fick han genomgå rekonstruktiv kirurgi. Två veckor efter att han blev inlagd på sjukhuset spelade han in låten i Record Plant Studios, med käken fortfarande låst och fixerad i stängt läge efter kirurgin. Rapparen Consequence har återberättat att West började rappa texten till låten endast tre dagar efter olyckan.
Sångens titel hänvisar till trådarna som används för att hålla ihop hans krossade käke. I en fråga om hur händelsen förändrade hans musik sade West:
"Det enda den här olyckan säger är: Jag är på väg att ge dig världen, kom bara ihåg att jag kan ta den ifrån dig när som helst, för att nästan förlora ditt liv, för att nästan förlora munnen, din röst, hela ditt ansikte, som en rappare... och jag var tvungen att vara på TV!. Mitt ansikte ser galet ut för mig nu... Men jag måste bara tacka Gud för situationen som jag befinner mig i... "Through the Wire" är det värsta som kan ha hänt mig, nu är det uppenbarligen det bästa, kolla hur den exploderade i popularitet".
Through the Wire släpptes ursprungligen på Wests mixtape Get Well Soon. På mixtapen märktes hans trådkäke mycket, innan han spelade in låten på nytt och släppte den som den första singeln från albumet The College Dropout i slutet av 2003. Även om han först hade svårt att övertyga Roc-A-Fella Records chefer att låta honom göra ett eget album som rappare, fick han dem att ändra sig efter låtens släpp. 

## Komposition
West använder en tonhöjdsskiftad och snabbare version av Chaka Khans singel 1985 Through the Fire i bakgrunden. Coodie, en av musikvideons regissörer, berättade att Khan till en början inte tillät att West använde hennes låt förrän videon visades för hennes son, som berättade om den för Khan. Man kom överens om att tillåta samplingen cirka två veckor senare. I juni 2019 kritiserade Khan dock Kanyes användning av hennes låt och kallade det "dumt". Låten tillskrevs inte West, utan istället David Foster, Tom Keane och Cynthia Weil, som skrev Through the Fire. 

## Topplistor
| Topplistor runt Världen (2004)       | Topp Position |
| ------------------------------------ | ------------- |
| Australia (ARIA)                     | 81            |
| Belgien (Ultratop 50 Wallonia)       | 48            |
| Danmark (Tracklisten)                | 11            |
| Tyskland (Official German Charts)    | 61            |
| Ireland (IRMA)                       | 24            |
| Holland (Single Top 100)             | 23            |
| Nya Zeeland (Recorded Music NZ)      | 16            |
| Skottland (OCC)                      | 18            |
| Sverige (Sverigetopplistan)          | 27            |
| Schweiz (Schweizer Hitparade)        | 48            |
| UK R&B (OCC)                         | 3             |
| UK Singles (OCC)                     | 9             |
| US Billboard Hot 100                 | 15            |
| US Hot R&B/Hip-Hop Songs (Billboard) | 8             |
| US Hot Rap Tracks (Billboard)        | 4             |
| US Pop Songs (Billboard)             | 32            |

## Certifieringar
| Region                                                        | Certifiering | Certifierad försäljning |
| ------------------------------------------------------------- | ------------ | ----------------------- |
| United Kingdom (BPI)                                          | Silver       | 200,000                 |
| United States (RIAA)                                          | Platina      | 1,000,000               |
| Försäljning&spelningssiffror baserade enbart på certifiering. |              |                         |